# سادی
سادی (به مجاری:  Szágy) یک منطقهٔ مسکونی در مجارستان است که در ناحیه هدی‌هات واقع شده‌است.